# 帕勒维尔
帕勒维尔（法語：Palleville，法語發音：[palvil]）是法国奧克西塔尼大區塔恩省的一个市镇，属于卡斯特尔区。该市镇2009年时的人口为435人。

## 人口
帕勒维尔人口变化图示
| 数据来源：INSEE |